# Dionisi de Corint (poeta)
Dionisi (en grec antic: Διονύσιος, llatí: Dionysius) fou un poeta èpic de l'antiga Grècia natural de Corint.
Per bé que no es conserva cap obra seva, se'n conserven uns quants títols: Consells per la vida (῾Υποθήκαι), Sobre les causes (Αἲτια, en un sol llibre) i Meteorològica (Μετεωρολογούμενα), coneguts gràcies a la Suda i a Plutarc. En prosa va escriure un comentari sobre Hesíode. Tot i així, aquesta relació d'obres no és del tot fiable, atès que més endavant la Suda el confon amb Dionisi el Periegeta. De la seva obra, Plutarc n'ha preservat un fragment molt breu.